# Jürgen Borgwardt
Jürgen Borgwardt (* 30. April 1937 in Berlin; † 16. Oktober 2007 in Essen) war ein deutscher Rechtsanwalt.

## Leben
Als Kind wurde Jürgen Borgwardt während des Zweiten Weltkrieges im Rahmen der Kinderlandverschickung zum Schutz vor Bombenangriffen nach Ostpreußen gebracht. Durch die Flucht vor der Roten Armee kam er über Schleswig-Holstein 1950 schließlich nach Hamburg, wo er 1956 sein Abitur ablegte. Er studierte Rechtswissenschaft an der Universität Hamburg und der Georg-August-Universität Göttingen. Er war Mitglied der Burschenschaft Germania Königsberg und der Königsberger Burschenschaft Gothia zu Göttingen. Er war 1965 maßgeblich an der Gründung des Ringes Weißer Burschenschaften beteiligt. 1968 wurde er zur Anwaltschaft zugelassen und war ab 1969 bis zu seinem Eintritt in den Ruhestand 1999 Allein- bzw. Hauptgeschäftsführer der ULA – United Leaders Association. Er war Mitglied der FDP in Nordrhein-Westfalen und in Essen auf kommunaler Ebene politisch aktiv. Borgwardt war der Autor zahlreicher Studentenlieder, darunter die von Meta Freihofer vertonten Lieder Als ein Bund für Deutschlands Einheit und Stiller Gruß an Ostpreußen (Noch rauschet der Pregel wie stets in die See…), für die er bei Liederwettbewerben der Deutschen Burschenschaft (DB) ausgezeichnet wurde. Für die DB war er viele Jahre ehrenamtlich als Justitiar tätig. 2001 wurde er mit dem Bundesverdienstkreuz am Bande ausgezeichnet.